# Ројал Лејкс (Илиноис)
Ројал Лејкс (енгл. Royal Lakes) град је у америчкој савезној држави Илиноис.

## Демографија
По попису из 2010. године број становника је 197, што је 7 (3,7%) становника више него 2000. године.
| Група             | 2000.       | 2010.       |
| Белци             | 30 (15,8%)  | 62 (31,5%)  |
| Афроамериканци    | 153 (80,5%) | 127 (64,5%) |
| Азијати           | 0 (0,0%)    | 1 (0,5%)    |
| Хиспаноамериканци | 2 (1,1%)    | 5 (2,5%)    |
| Укупно            | 190         | 197         |